# Hydroprogne caspia

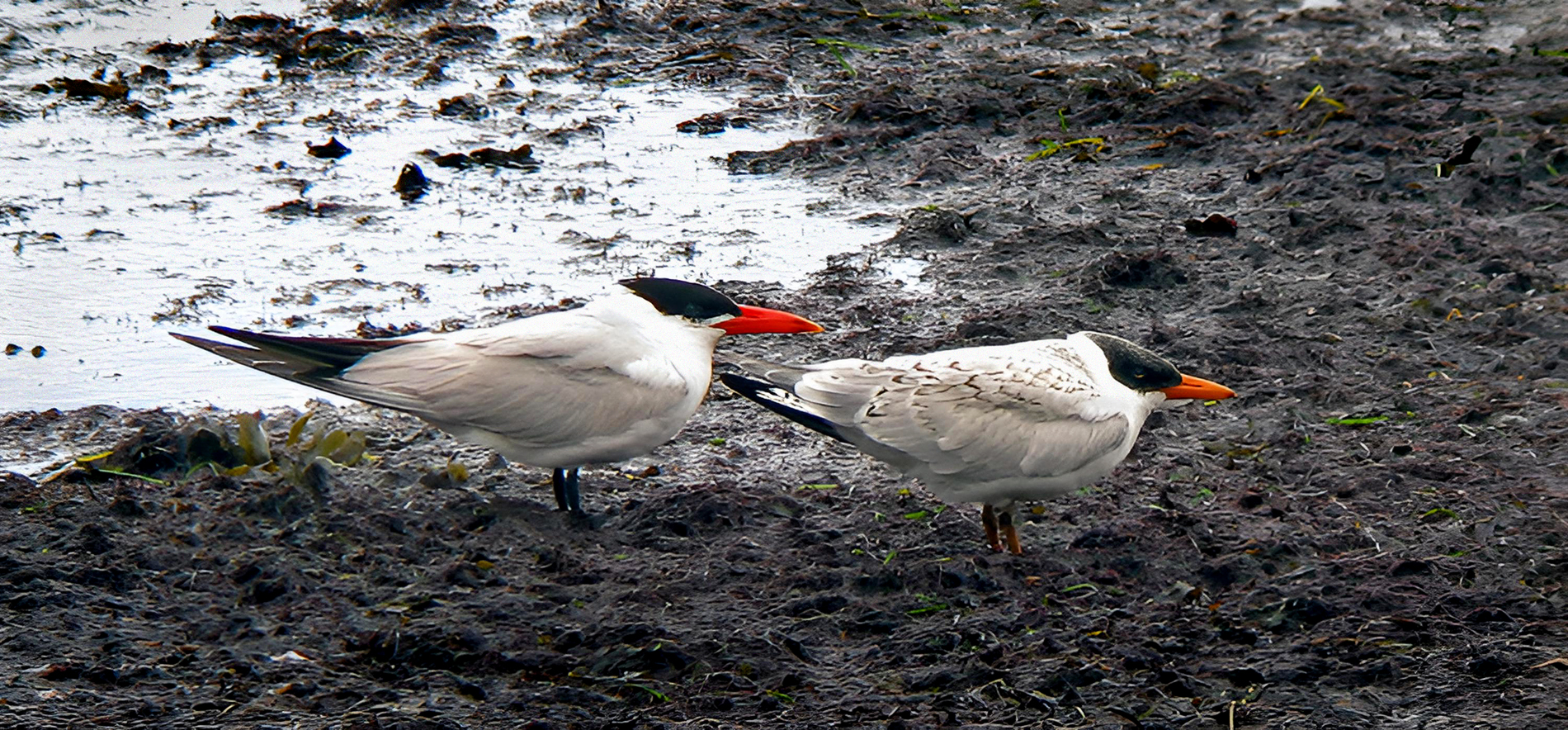
Adult - juvenil. Ystad 2011.

La sterna maggiore (Hydroprogne caspia, Pallas 1770) è un uccello marino della sottofamiglia Sterninae nella famiglia dei laridi.

## Aspetti morfologici

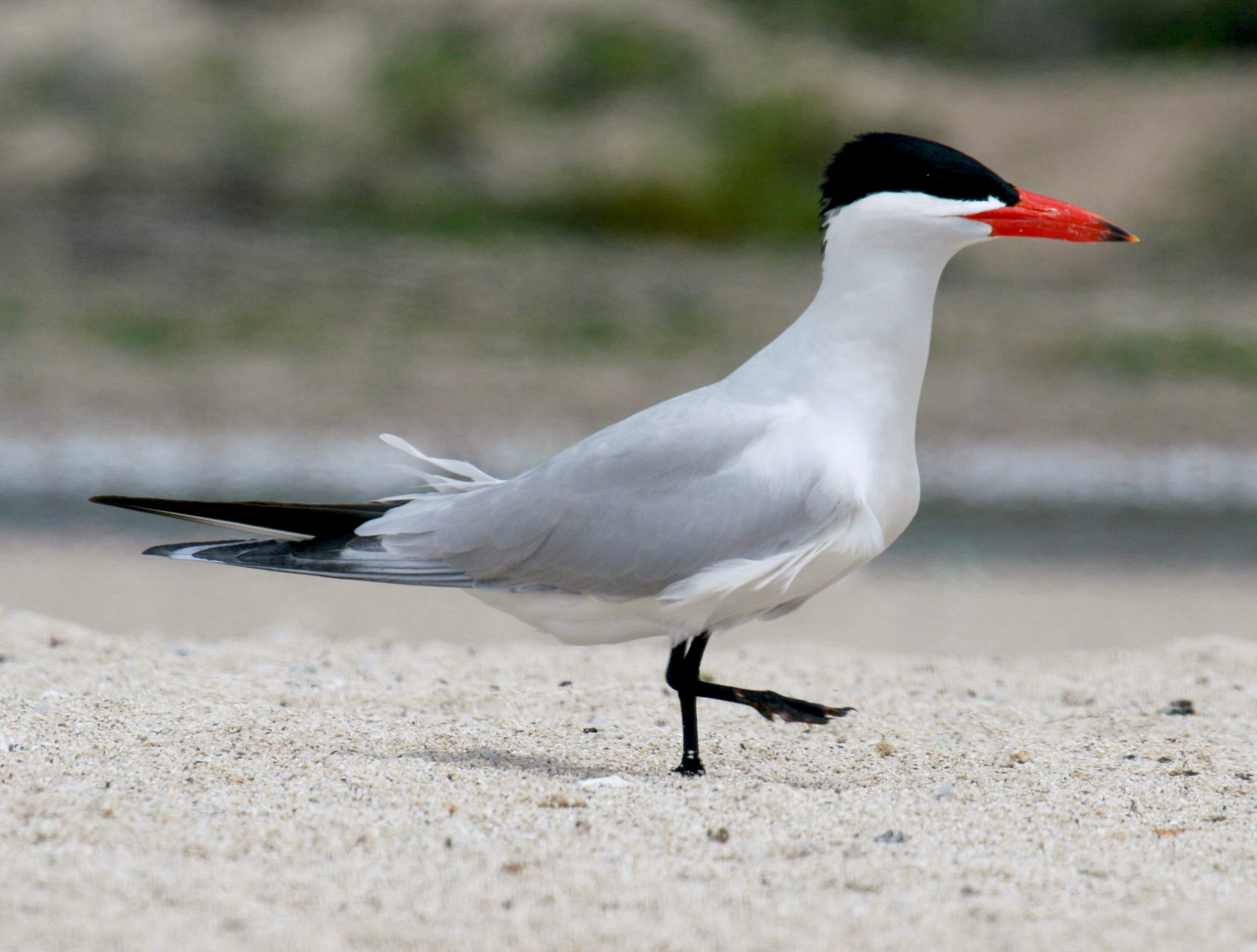
Adulto di Sterna maggiore in piumaggio estivo

Hydroprogne caspia è la sterna più grande, paragonabile a un gabbiano. È lunga 48–56 cm, pesa 575-785g e raggiunge la ragguardevole apertura alare di 1,5 m. La livrea, uguale nei due sessi, è bianca su petto e collo; il dorso, la parte superiore delle ali e la coda sono grigio chiari; la sommità del capo è nera, così come le zampe e la punta delle ali. Il cappuccio, che nelle altre sterne cambia colore a seconda della stagione, non cambia in inverno se non per alcune sottili striature bianche. Il becco è robusto, rosso vivo con una punta nera.

## Distribuzione e habitat
L'areale di questa sterna è molto vasto e copre tutto l'emisfero boreale, con l'esclusione delle zone artiche, della Groenlandia e dell'Islanda, e parte di quello australe, con l'esclusione del Sud America, dell'Antartide e delle foreste equatoriali. Raramente la si incontra anche nei Caraibi e nel nord del Sud America. Frequenta stagni, fiumi, laghi, coste e tutti gli ambienti acquatici neritici e pelagici.

## Biologia
La sterna maggiore è un uccello stanziale nel Nord America, dove si sposta in inverno solo da ambienti marini ad ambienti d'acqua dolce. In Europa è invece un migratore parziale: alcune colonie sono solite, durante l'inverno, spostarsi in Africa e tornare in primavera, mentre altre si comportano come le colonie nordamericane.

Le sterne maggiori fanno un verso acuto e rauco, simile a un gracchiare, che somiglia al richiamo dell'airone.

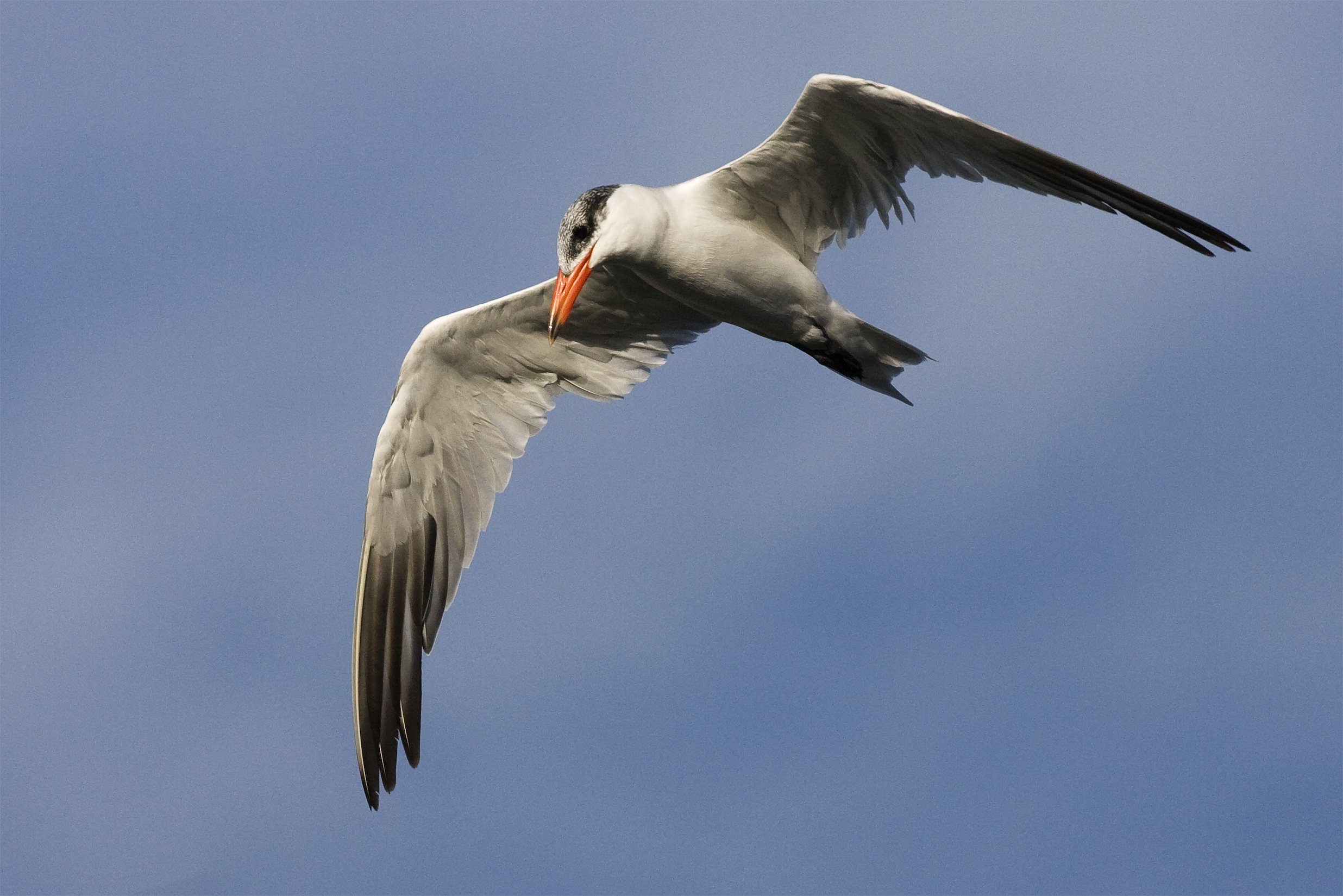
Sterna maggiore in volo

Si nutrono per la maggior parte di pesci che catturano in mare o nei laghi, tuffandosi da media altezza, e che mangiano direttamente in volo. Per cacciare si spingono al largo fino a 60 km dalla costa. Occasionalmente si cibano anche di insetti, di uova o di pulcini di altre specie.

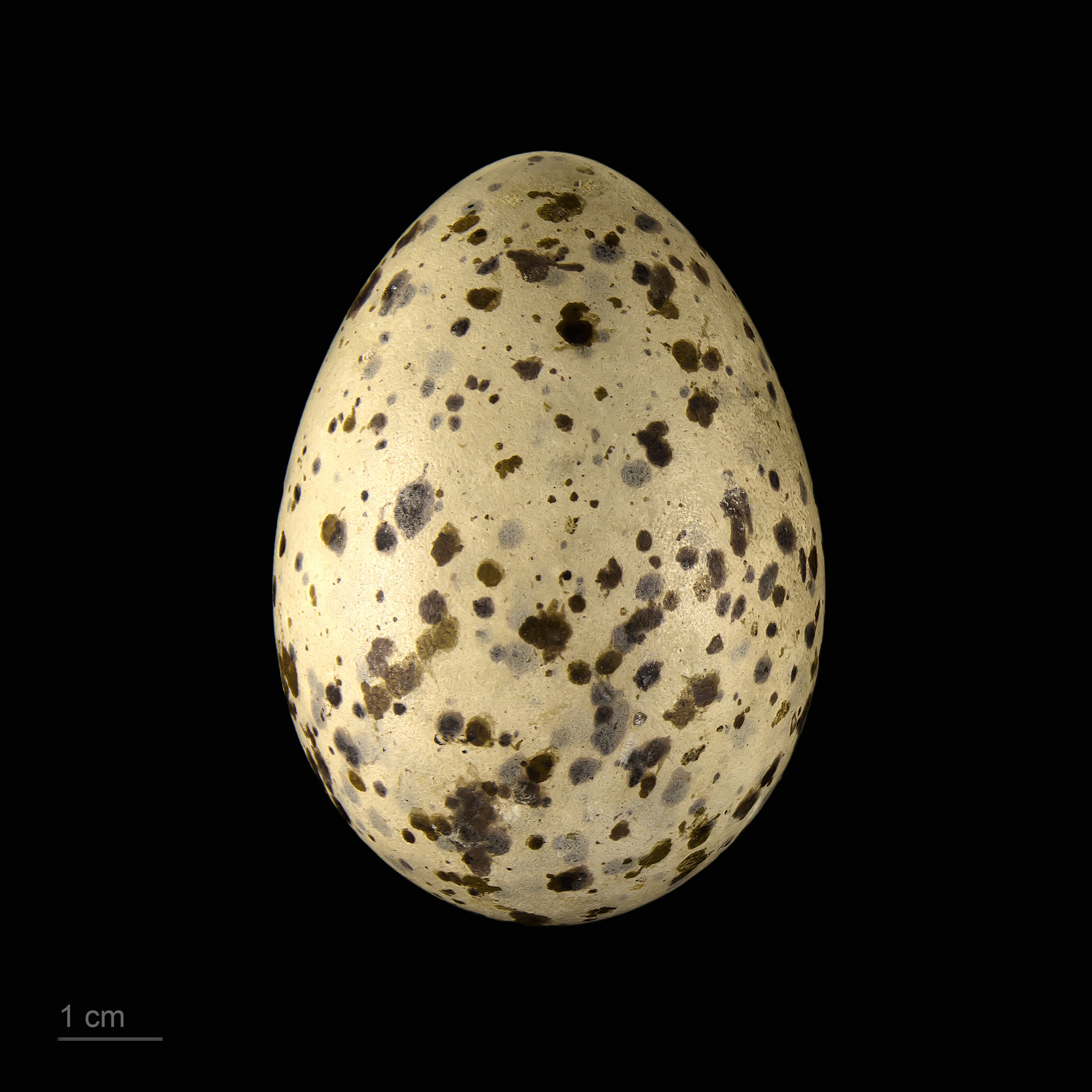
Hydroprogne caspia

Le sterne maggiori sono uccelli coloniali. Costruiscono i propri nidi sul terreno in ambienti d'acqua dolce, tra la sabbia, la ghiaia e talvolta tra la vegetazione, anche insieme ad altre specie. La femmina depone da uno a tre uova color verde-azzurro, macchiettate di bruno, che cova per circa 26-28 giorni. Dopo 35-45 giorni dalla nascita i pulcini impiumano differentemente da nido a nido, per aiutare il riconoscimento da parte dei genitori quando tornano col cibo.

## Status e conservazione
La specie ha una vasta popolazione che si suppone costituita da oltre 180.000 individui. Non è in pericolo, ma in alcune zone europee, come Mediterraneo e Baltico, si riscontra un lieve declino.